# Haliophyle niphadopa
Haliophyle niphadopa là một loài bướm đêm thuộc họ Noctuidae. Nó là loài đặc hữu của Hawaii.